# Time Lag Accumulator
Der Time Lag Accumulator (wörtlich: Zeitverzögerungsspeicher) ist ein Delay/Feedback-System auf der Grundlage von zwei Tonbandmaschinen und wurde 1963 von einem unbekannten Toningenieur aus Terry Rileys Stab für die Aufnahmen zum Album Music for the Gift in Paris diesem auf dessen Anfrage nach der technischen Machbarkeit einer bestimmten Soundidee vorgestellt. Die Anordnung wurde von Terry Riley für diese Veröffentlichung zum ersten Mal verwendet und am San Francisco Tape Music Center, das in den 1960er Jahren eine wichtige Adresse für die zeitgenössische Elektronischen Musik war, unter anderem auch von Pauline Oliveros und Steve Reich eingesetzt. Oliveros hat das System später zu ihrem Expanded Instrument System weiterentwickelt, das speziell für die Bedürfnisse des Live-Loopings ausgelegt ist. Populär wurde der Time Lag Accumulator durch Brian Enos frühen Ambient (seit 1978).

## Anordnung und Nutzen
Es handelte sich um zwei Bandmaschinen, üblicherweise Revox A77, die sich ein Band teilten, wobei der räumliche Abstand der Maschinen zueinander die Länge des Effekts – üblicherweise 3–5 s – bestimmte (Bilddarstellung: siehe Weblinks). Für Enos Music for Airports betrug die Bandlänge bis zu 30 Meter (97 Fuß).

„The accumulation technique hadn't been invented yet and it got invented during this session. I was asking the engineer, describing to him the kind of sound I had worked with in Mescaline Mix. I wanted this kind of long, repeated loop and I said, 'can you create something like that?' He got it by stringing the tape between two tape recorders and feeding the signal from the second machine back to the first to recycle along with the new incoming signals. By varying the intensity of the feedback you could form the sound either into a single image without any delay or increase the intensity until it became a dense chaotic kind of sound. I enjoy the interplay between the two extremes. This engineer was the first to create this technique that I know of, this began my obsession with time-lag accumulation feed-back. It took me quite a while before I could afford to buy two good tape recorders to run this process in my own studio.“

Riley suchte ursprünglich nach einer Möglichkeit, sehr lange Delays zu erzeugen, über die er Saxofon- und Orgelsoli spielen konnte (wie auf Reed Streams und mit Poppy Nogood and the Phantom Band, 1969, zu hören ist). Der Feedback-Anteil ist beim TLA für die Lautstärke der Folgeereignisse verantwortlich. In einer Reihe ta ... ta ... ta ... ta ... also das Delay für den Abstand der tas zueinander (da kommen dann rhythmische Variationen bis in nur noch schwer quantisierbare Bereiche zustande) und das Feedback für die Häufigkeit der hörbaren Wiederholungen, sowie Überlagerungen usw.
Das Quellenmaterial für Terry Rileys allererste Loops soll aus Aufnahmen des Chet Baker Quartets mit einer Interpretation von Miles Davis’ So What bestanden haben. Das Resultat soll ihn zur Repetition als Grundform seiner weiteren Kompositionen inspiriert haben.

## Frippertronics
Seit 1972 interessierte sich Robert Fripp (über Eno) für die Technik und entwickelte daraus die sogenannten Frippertronics, eine Bezeichnung, die auf eine spezielle Version des Time Lag Accumulators verwies, die zum Einsatz für Live-Soloauftritte gedacht war. Fripp war ebenso wie Terry Riley daran interessiert, eine stabile Grundlage für seine langen Soli zur Verfügung zu haben. Im September 1972 entstanden die Aufnahmen für das Stück The Heavenly Music Corporation als erste Berührungspunkte von Fripp mit Minimalismus in der Musik in Enos Studio. Das 21 Minuten lange Stück ist auf der LP (No Pussyfooting) (1973) enthalten und zumeist Referenzstück für den Einsatz der Frippertronics.

„I was soloing over the Frippertronics loop and I heard the next note and played it, and I was weeping as I was playing because something was beginning to move.“

Eno verwendete Frippertronics für Discreet Music (1975) und eine zweite Zusammenarbeit mit Fripp, Evening Star (ebenfalls 1975). Danach kehrte er zur ursprünglichen Anordnung des Time Lag Accumulators zurück (so bereits auf Ambient Music 1 – Music for Airports; 1978), während Fripp, auch in Zusammenarbeiten mit Peter Gabriel und Daryl Hall, die Frippertronics weiterentwickelte. Fripp veröffentlichte zudem zwei Alben auf Grundlage der sogenannten „Reinen Frippertronics“ („Pure Frippertronics“), bei denen das Audiomaterial ausschließlich aus Schichtungen von Tapeloops besteht.

## Geschichte
In der Geschichte der Effekte folgt der Time Lag Accumulator ersten Delay-Versuchen in den 1920er Jahren. Die hinsichtlich der öffentlichen Aufmerksamkeit ungleich erfolgreicheren Frippertronics werden zum Standard der Musiktechnologie für derartige Effekte bis in die 1980er Jahre hinein und schließlich von modernen, digitalen Effektgeräten und Effektkombinations und -gestaltungsmöglichkeiten sowie Designs abgelöst. Der Original-TLA wurde 1968 für die Magic Theatre Show (Nelson Atkins Gallery) in Kansas City zum ersten Mal öffentlich vorgeführt. Anfang der Jahrhundertwende wurde er restauriert und 2004 auf einem Festival in Lille erneut vorgeführt. Eine neue Version des TLA steht heute im Musée d’art contemporain de Lyon.

## Diskografie
- Terry Riley – Music for the Gift (1963)
- Terry Riley – Bird of Paradise (1964)
- Terry Riley – Reed Streams (1966)
- Steve Reich – It’s Gonna Rain (1965)
- Terry Riley – A Rainbow in Curved Air (1969)
- Fripp & Eno – (no pussyfooting) (1973)
- Brian Eno – Discreet Music (1975)
- Fripp & Eno – Evening Star (1975)
- Brian Eno – Ambient Music 1 / Music for Airports (1978)
- Robert Fripp – God Save the Queen / Under Heavy Manners (1980)
- Robert Fripp – Let The Power Fall (1981)